# 羅京安鎮區 (北卡羅萊納州里奇蒙縣)
羅京安鎮區（英語：Rockingham Township）是位於美國北卡羅萊納州里奇蒙縣的一個鎮區。

## 地方資料
羅京安鎮區的面積為145.81平方千米，皆為陸地。根據2020年美國人口普查的數據，當地共有人口15369人，而人口密度為每平方千米105.4人。